# La princesa del circo
La princesa del circo (título original en alemán, Die Zirkusprinzessin) es una opereta en tres actos con música de Imre Kálmán Koppstein y libreto en alemán de Julius Brammer y Alfred Grünwald. Se estrenó en el Theater an der Wien de Viena el 26 de marzo de 1926 representándose consecutivamente 344 veces.
Es una ópera poco representada en la actualidad; en las estadísticas de Operabase aparece con solo 6 representaciones en el período 2005-2010.

## Personajes
| Personaje                                   | Tesitura  | Reparto del estreno, 26 de marzo de 1926 (Director: - ) |
| ------------------------------------------- | --------- | ------------------------------------------------------- |
| Fedja Palinski, Mr X                        | tenor     | Hubert Marischka                                        |
| Princesa Fedora Palinska                    | soprano   | Betty Fischer                                           |
| Miss Mabel Gibson                           | soprano   | Elsie Altmann                                           |
| Toni Schlumberger                           | tenor     | Fritz Steiner                                           |
| Príncipe Sergius Wladimir                   | barítono  |                                                         |
| Conde Sakusin                               |           |                                                         |
| Teniente Petrovitsch                        |           |                                                         |
| Director Stanislawski                       | bajo      |                                                         |
| Carla Schlumberger, gerente de hotel        | contralto |                                                         |
| Samuel Pressburger                          |           |                                                         |
| Sociedad, oficiales, gente del circo - coro |           |                                                         |